# Tracie Thoms

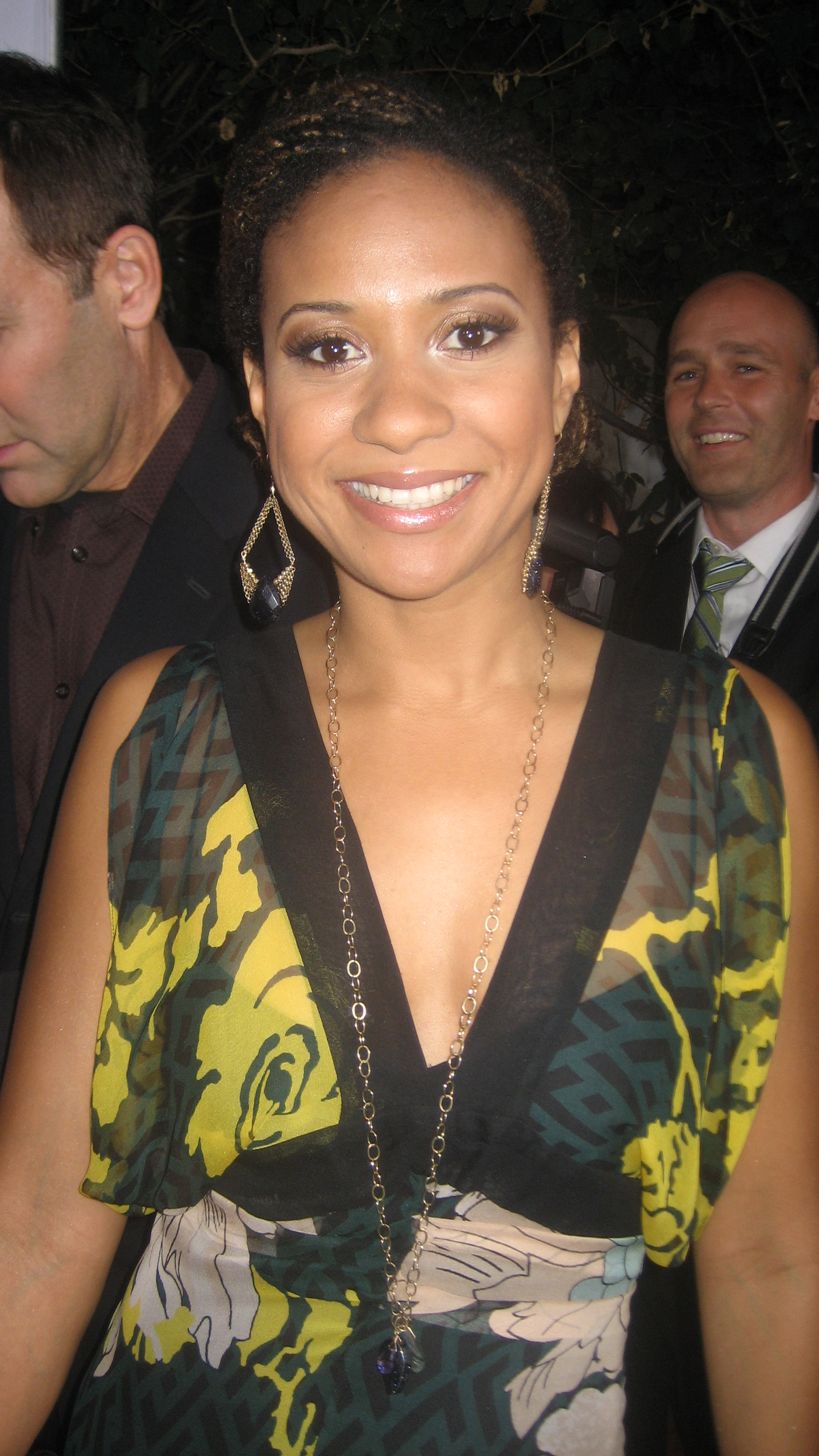
Tracie Thoms (2008)

Tracie Thoms (* 19. August 1975 in Baltimore, Maryland) ist eine US-amerikanische Schauspielerin und Sängerin.

## Leben
Tracie Thoms lebte in ihrer Kindheit in Baltimore. Im Alter von neun Jahren sah sie sich Junior Star Search an, und ihr wurde klar, dass sie Schauspielerin werden wollte. An der Schule für Kunst in Baltimore schloss sie im Jahr 1993 mit der Note „Sehr gut“ ab und erhielt einen BFA-Abschluss der Howard University im Fach „Kunst“.
Ihren ersten Auftritt im amerikanischen Fernsehen hatte sie in der Serie As If von UPN in der Rolle der Sasha. Die Serie wurde jedoch nach drei Episoden abgesetzt. Auch spielte sie die Rolle der Mahandra McGinty in der amerikanischen Serie Wonderfalls, die auf FOX ausgestrahlt wurde.
In den Jahren 2005 bis 2010 war sie in der Serie Cold Case – Kein Opfer ist je vergessen zu sehen, in der sie die ehemalige Drogenfahnderin Detektiv Kat Miller spielte und ein festes Mitglied bei der Mordkommission war.

## Filmografie (Auswahl)

### Filme
- 2002: Porn ’n Chicken (Chicken Club)
- 2004: The Warrior Class
- 2004: Brother to Brother
- 2005: Everyone’s Depressed
- 2005: Rent
- 2006: Der Teufel trägt Prada (The Devil Wears Prada)
- 2007: Descent
- 2007: Death Proof – Todsicher (Grindhouse: Death Proof)
- 2007: Sex and Breakfast
- 2009: Peter and Vandy
- 2011: I Will Follow
- 2012: Safe House
- 2012: Meeting Evil
- 2012: Looper
- 2013: Raze
- 2013: McCanick
- 2014: Annie
- 2016: Equity
- 2016: 9 Rides
- 2016: The Watcher
- 2016: The Drowning
- 2016: A Christmas in New York
- 2018: California No (The California No)
- 2018: Are We Good Parents? (Kurzfilm)
- 2018: The Basement
- 2018: Pipe (Kurzfilm)
- 2019: Straight Up
- 2021: Yes Day
- 2022: Jerry und Marge – Die Lottoprofis (Jerry & Marge Go Large)
- 2022: Paulie Go!
- 2022: Bolivar
- 2022: Blood Relatives
- 2024: The Requiem Boogie
- 2024: Our Happy Place

### Fernsehserien
- 2002: As If (7 Folgen)
- 2003: The Shield – Gesetz der Gewalt (The Shield, eine Folge)
- 2004: Wonderfalls (13 Folgen)
- 2005: Law & Order (eine Folge)
- 2005–2010: Cold Case – Kein Opfer ist je vergessen (Cold Case, 102 Folgen)
- 2009: Private Practice (eine Folge)
- 2010: Human Target (eine Folge)
- 2011: Harry’s Law (4 Folgen)
- 2011: Suits (eine Folge)
- 2013: Person of Interest (Folge 2x19 Trojan Horse)
- 2014: Veep – Die Vizepräsidentin (Veep, eine Folge)
- 2016–2018: Love (10 Folgen)
- 2017: Criminal Minds (2 Folgen)
- 2017: American Gods (eine Folge)
- 2018: UnREAL (10 Folgen)
- seit 2018: 9-1-1: Notruf L.A.
- 2018: Grey’s Anatomy (eine Folge)
- 2019: Abby’s (eine Folge)
- 2019: The Good Doctor (eine Folge)
- 2019: Verrückt nach dir (Mad About You, eine Folge)
- 2019–2023: Truth Be Told: Der Wahrheit auf der Spur (Truth Be Told, 25 Folgen)
- 2020: Lincoln Rhyme: Der Knochenjäger (Lincoln Rhyme: Hunt for the Bone Collector, 2 Folgen)
- 2020–2024: Station 19 (9 Folgen)
- 2020: Blindspot (2 Folgen)
- 2021: Navy CIS: L.A. (eine Folge)
- 2022: Love, Victor (eine Folge)
- 2022: Queen Sugar (2 Folgen)
- 2025: Good American Family (eine Folge)

## Theater
- A Raisin in the Sun
- Up Against the Wind
- Das Oedipus-Stück
- Joe Turner’s Come and Gone
- The Exonerated
- Drowning Crow
- Rent (Broadway)
- Falsettos